# Langbahn-Weltmeisterschaft 2004
Die Langbahn-Weltmeisterschaft 2004 wurde in fünf Grand-Prix-Läufen vom 12. Juni bis zum 6. November 2004 ausgetragen. Weltmeister wurde Gerd Riss, mit einem minimalen Vorsprung von 2 Punkten.

## Veranstaltungsorte
Grand-Prix 1 (12. Juni):
- Bielefeld

Grand-Prix 2 (13. Juli):
- Marmande

Grand-Prix 3 (29. August):
- Pfarrkirchen

Grand-Prix 4 (4. September):
- Morizès

Grand-Prix 5 (6. November):
- New Plymouth

## Grand-Prix Ergebnisse

### Bielefeld
| Platz | Fahrer           |
| ----- | ---------------- |
| 1     | Gerd Riss        |
| 2     | Matthias Kröger  |
| 3     | Enrico Janoschka |

### Marmande
| Platz | Fahrer               |
| ----- | -------------------- |
| 1     | Kelvin Tatum         |
| 2     | Zdeněk Schneiderwind |
| 3     | Bernd Diener         |

### Pfarrkirchen
| Platz | Fahrer       |
| ----- | ------------ |
| 1     | Kelvin Tatum |
| 2     | Gerd Riss    |
| 3     | Robert Barth |

### Morizès
| Platz | Fahrer       |
| ----- | ------------ |
| 1     | Kelvin Tatum |
| 2     | Gerd Riss    |
| 3     | Robert Barth |

### New Plymouth
| Platz | Fahrer          |
| ----- | --------------- |
| 1     | Gerd Riss       |
| 2     | Theo Pijper     |
| 3     | Matthias Kröger |

Der Brite Kelvin Tatum führte vor dem abschließenden Lauf in New Plymouth mit 10 Punkten Vorsprung vor Gerd Riss aus Deutschland. Ein vierter Platz in New Plymouth hätte ihm auf jeden Fall zum Weltmeistertitel gereicht. Beide erreichten das A-Finale, was mindestens den sechsten Platz und somit 13 Punkte bedeutete. Allerdings fiel Tatum in diesem Lauf aus, während Riss ihn ganz knapp gewann. Dadurch bekam er 25 und Tatum nur 13 Punkte und Riss konnte im Gesamtklassement noch an Tatum vorbeiziehen.

## Endklassement
| Platz | Fahrer           | Platz GP 1 | Platz GP 2 | Platz GP 3 | Platz GP 4 | Platz GP 5 | Punkte |
| ----- | ---------------- | ---------- | ---------- | ---------- | ---------- | ---------- | ------ |
| 1     | Gerd Riss        | 1          | 6          | 2          | 2          | 1          | 103    |
| 2     | Kelvin Tatum     | 6          | 1          | 1          | 1          | 6          | 101    |
| 3     | Bernd Diener     | 5          | 3          | 4          | 5          | 10         | 71     |
| 4     | Enrico Janoschka | 3          | 4          | 12         | 6          | 8          | 65     |
| 5     | Theo Pijper      | 4          | 9          | 8          | 13         | 2          | 63     |